# جيانيني اماديو
جيانيني اماديو (6 مايو 1870 - 3 يونيو 1949) (Amadeo Pietro Giannini) ولد في سان خوسيه، كاليفورنيا، ويعرف بأنه المؤسس الأميركي لـبنك أوف أمريكا.